# Tamara (película de 2016)
Tamara es una película venezolana de 2016 dirigida por Elia Schneider. La película trata sobre un exitoso abogado que toma la decisión de iniciar una transición de género. Se inspira en la vida de Tamara Adrián, la primera persona transgénero elegida como diputada para la Asamblea Nacional de Venezuela. Se convirtió en la película más taquillera de Venezuela en 2016.

## Trama
La película gira en torno a Teo, un exitoso abogado y profesor universitario de alrededor de 40 años, casado y con dos hijos, que decide iniciar una transición de género.

## Reparto
El reparto está formado por:
- Luis Fernández — Teo
- Prakriti Maduro — Ana
- Mimi Lazo — Elena
- Karina Velásquez — María Isabel
- Carlota Sosa — Profesora Avelino
- Julie Restifo — Isbelia
- Alberto Alifa — José Rafael
- Tamara Adrián — Rectora universitaria
- Juan Andrés Belgrave — Mendoza
- José Manuel Suárez — Sosa
- Sebastián Torres — Arellano
- Ray Ángel Torres — Decano

## Producción
La película está inspirada en la vida de Tamara Adrián, la primera persona transgénero elegida como diputada para la Asamblea Nacional de Venezuela y el segundo miembro transgénero de una legislatura nacional en las Américas. Schneider intentó presentar la película como una representación de la transfobia y no como un filme biográfico. Aunque se mantuvieron momentos clave de la vida de la política, el guion se reescribió varias veces para ocultar aspectos de su vida. Según Tamara Adrián, alrededor del 40% de la película era realidad, mientras que el resto era ficción. Luis Fernández, el actor que encarnó a Teo, dijo que fue el papel más difícil de su carrera y que era la primera vez que interpretaba a una mujer. Comentó que la interpretación lo llevó a confrontar prejuicios que incluso creía no tener, pero que sintió que las complicaciones llegaron a motivarlo, en vez de desanimarlo. Fernández se reunió con la propia Tamara para diseñar el personaje. Al final decidió no imitarla, sino intentar expresar cómo se habría sentido él en una situación similar.
A pesar de haber sido filmada en 2013, Tamara fue proyectada en noviembre de 2016 tras retrasos por decisiones artísticas, la devaluación de la moneda venezolana y posteriormente por la decisión del gobierno de limitar el horario eléctrico en los centros comerciales.
Tamara Adrián hizo un cameo en la película con el papel de una rectora universitaria.

## Recepción
Tras su estreno, se vendieron 19.341 entradas en Venezuela hasta el 27 de noviembre, superando a Desde allá, galardonada con el León de Oro en el Festival Internacional de Cine de Venecia de 2015, que vendió 16.924 entradas durante su proyección en los cines.
La película recibió un reconocimiento de la Secretaría General Iberoamericana (SEGIB) por su guion y fue seleccionada en una lista de las 14 mejores películas proyectadas en el Festival Internacional de Cine de la India. También fue galardonada con el Premio Nueva Visión a la Mejor Película del Festival de San Bárbara para España/Cine Latinoamericano. La película fue nominada a nueve premios MIFF en el Festival de Cine de Milán.